# Цингерия
Цингерия (лат. Zingeria) — род однолетних травянистых растений семейства Злаки (Мятликовые) (Poaceae). Род состоит из четырёх или пяти видов.
Типовой вид этого рода, Цингерия Биберштейна (Zingeria biebersteiniana), интересен необычно низким числом хромосом: 2n = 4.

## Название
Род назван в честь Василия Яковлевича Цингера (1836—1907), российского математика, ботаника и философа, заслуженного профессора Императорского Московского университета, доктора чистой математики и почётного доктора ботаники, президента Московского математического общества.
В синонимику рода входит название Zingeriopsis Prob. (1977) — Цингериопсис.

## Распространение
Ареал рода охватывает низовья Волги, Кавказ, Румынию и Переднюю Азию.

## Биологическое описание
Представители рода — однолетние травы высотой до 50 см с узкими листьями (шириной от 0,5 до 2 мм).
Колоски имеют длину 1,2—1,6 мм, с одним цветком; колосковые чешуи яйцевидные, их длина равна длине колоска; нижние цветковые чешуи также яйцевидные, их наружная поверхность покрыта очень короткими волосками; остей (тонких заострённых отростков) нет. Колоски собраны в широкораскидистые метёлки длиной от 6 до 20 см.
Число хромосом: 2n = 4, 8 или 12.

## Классификация
Род Цингерия был выделен в 1946 году из рода Полевица (Agrostis) советским ботаником Павлом Алексеевичем Смирновым (1896—1980).
Как и род Полевица, Цингерия входит в подтрибу Боровые (Miliinae) трибы Мятликовые (Poeae) подсемейства Мятликовые (Pooideae).
Генетические исследования показали статистически высоко вероятную монофилию родов Цингерия и Колподиум (Colpodium); по всей видимости, редукция числа хромосом произошла у их общего предка.

## Виды
Список видов:
- Zingeria biebersteiniana (Claus) P.A.Smirn. (1946) — Цингерия Биберштейна
[syn.  Agrostis biebersteiniana Claus (1851) — Полевица Биберштейна]
[syn.  Agrostis capillaris M.Bieb. (1808) — Полевица волосистая]
[syn.  Agrostis trichoclada Griseb. (1852)]
Длина язычков (плёнчатых выростов на границе влагалища и листовой пластинки) — от 0,5 до 2 мм. Листовые пластинки могут быть как плоскими, так и сложенными вдоль; их ширина — от 0,5 до 2 мм. Длина пыльников — от 0,6 до 1 мм. Вид встречается на Нижнем Дону, на Нижней Волге, в Предкавказье. Число хромосом: 2n = 4[2].
  - Zingeria biebersteiniana (Claus) P.A.Smirn. subsp. biebersteiniana
  - Zingeria biebersteiniana (Claus) P.A.Smirn. subsp. trichopoda (Boiss.) R.R.Mill (1985)
[syn.  Milium trichopodum Boiss. (1854) — Бор волосистоножковый]
[syn.  Zingeria trichopoda (Boiss.) P.A.Smirn. (1946) — Цингерия волосистоножковая]
[syn. Zingeria trichopoda (Boiss.) P.A.Smirn. subsp. biebersteiniana (Claus) M.Doğan (1982)]
- Zingeria kochii (Mez) Tzvelev (1965) — Цингерия Коха
[syn.  Milium kochii Mez (1921) — Бор Коха]
- Zingeria verticillata (Boiss. & Balansa) Chrtek (1963) — Цингерия мутовчатая
[syn.  Agrostis verticillata Vill. (1779) — Полевица мутовчатая]
[syn.  Milium verticillatum Boiss. & Balansa (1859) — Бор мутовчатый]
[syn.  Zingeriopsis verticillata (Boiss. & Balansa) Prob. (1977) — Цингериопсис мутовчатый]
- Zingeria pisidica (Boiss.) Tutin (1978) — Цингерия пизидийская
[syn.  Agrostis densior Hack. ex Grecescu (1898) — Полевица пизидийская]
[syn.  Zingeria densior (Hack.) Chrtek (1963)]
Вид, распространённый в Малой Азии и Румынии, в том числе в области Писидия (устаревшее написание — Пизидия), по названию которой вид получил своё название[5].